# Bu Lianshi
Dame Bu (??? - 238), nom personnel Bu Lianshi, est une concubine de Sun Quan, le fondateur du Royaume de Wu, durant la période des Trois Royaumes de Chine. Elle est honorée à titre posthume du titre d'impératrice par Sun Quan, ce qui fait qu'elle est également connue sous le nom de "Impératrice Bu".

## Vie
Dame Bu nait à une date inconnue dans le Xian de Huaiyin (chinois : 淮陰縣), de la Commanderie de Linhuai (chinois : 臨淮郡), ce qui correspond actuellement à la ville de Huai'an, Jiangsu, à la fin de la dynastie Han de l'Est. Elle est une parente de Bu Zhi. Alors qu'elle est encore jeune, sa mère l'envoie dans la Commanderie de Lujiang (chinois : 廬江郡), ce qui correspond actuellement aux environs de la ville d'Anqing, Anhui. En 199, Lujiang est conquise par le seigneur de guerre Sun Ce, qui contrôle les territoires de la région du Jiangdong, également appelée Wu, ce qui correspond actuellement au sud-est de la Chine. Dame Bu déménage alors de Lujiang au Jiangdong, ou elle est remarquée par Sun Quan,  le frère cadet de Sun Ce, pour sa beauté. Dès lors, elle devient la concubine de Sun Quan. De toutes les épouses de Quan, Dame Bu est celle qui l'a le plus favorisée. Elle donne naissance à deux des filles de Sun Quan: Sun Luban et Sun Luyu.
Dame Bu est connue pour être très accueillante envers les autres épouses de Sun Quan et elle ne montre aucun signe de jalousie à leur égard. Ce trait de caractère lui permet de rester longtemps dans les bonnes grâces de son mari. En 229, lorsque Sun Quan se déclare empereur et crée le royaume de Wu, il veut donner à Dame Bu le statut d'impératrice, alors que ses sujets choisissent dame Xu. Sun Quan finit par accepter la suggestion de ses sujets, mais malgré cela, au cours des dix années suivantes, la famille impériale et tous les membres du palais donnent a dame Bu le titre d'impératrice à chaque fois qu'ils parlent d'elle. Dame Bu meurt en 238 et est honorée à titre posthume en tant qu'impératrice par Sun Quan. 
Elle est enterrée dans le mausolée de Jiang (chinois : 蔣陵), qui est situé dans la Montagne Pourpre, Nankin, Jiangsu.
Le nom personnel de Dame Bu n'est pas consigné dans sa biographie des Chroniques des Trois Royaumes  (Sanguozhi), la source qui fait autorité pour l'histoire de la période des Trois Royaumes. Cependant, dans le Jiankang Shilu Xu Song indique que son nom de famille est "Lianshi", ce qui donne le nom personnel "Bu Lianshi".

## Culture populaire
Dame Bu apparait pour la première fois comme personnage jouable dans le septième volet de la série de jeux vidéo Dynasty Warriors de Koei. Elle porte le nom de "Lian Shi" dans le jeu.